# Justicia guerkeana
Justicia guerkeana là một loài thực vật có hoa trong họ Ô rô. Loài này được Schinz mô tả khoa học đầu tiên.